# 人工胰岛素
人工胰岛素是由人工合成的、模仿生物胰岛素的一种有生理活性的蛋白质。人工胰岛素可以用于降低血糖、治疗糖尿病。最早合成的人工胰岛素是由中国科学家发明的人工合成结晶牛胰岛素，由3条肽链、51个氨基酸组成。